# Габријел Мије
Габријел Мије (фр. Gabriel Millet; Сент Луис, 17. април 1867 — Париз, 8. мај 1953) био је француски археолог и историчар, рођен у Сенегалу.
Мије је велики део живота провео путујући по Балкану: Грчкој, Северној Македонији, Србији и другим земљама, где је истраживао уметнине из доба средњег века и византијско фрескосликарство. Године 1906, заједно са српским историчарем уметности, Владимиром Петковићем, започео је опсежно истраживање српских фрески, за које је сматрао да су међу најлепшим достигнућима Средњег века у Европи. Написао је неколико књига на тему византијске уметности.
Мије је био инострани члан Српске академије наука и уметности.

## Spoljašnje veze
- Gabriel Millet (1867-1953) на Индексу хришћанске уметности Архивирано на веб-сајту  (2. фебруар 2017)